# Das Bild der Prinzessin
Das Bild der Prinzessin ist ein computeranimierter Kurzfilm aus dem Jahr 2010. Regie führten Klaus Morschheuser und Johannes Weiland.

## Handlung
Eine kleine Prinzessin malt ein Bild von einer Kuh, für das sie vom gesamten Hofstaat gelobt wird, obwohl auf dem Bild nicht wirklich etwas zu erkennen ist. Nur der Gärtner will das Bild nicht loben, sondern sagt, dass er nicht wisse, ob das Bild schön sei. Daraufhin lässt die Prinzessin ihn ins Schlossverlies sperren. Dort zeigt sie ihm ein zweites von ihr gemaltes Bild und fragt, ob es ihm gefalle. Der Gärtner beantwortet die Frage nicht. Stattdessen fragt er die Prinzessin, ob sie das Bild gut finde und rät ihr, sich die Kühe, die hinter dem Schloss leben, genau anzuschauen.
Am nächsten Morgen beginnt die Prinzessin erneut, ein Bild von einer Kuh zu malen, wobei sie diesmal hinter dem Schloss eine echte Kuh als Modell nimmt. Sie hat dabei viel Spaß, lässt schließlich den Gärtner wieder frei und verabschiedet sich von ihm mit den Worten: „Man sieht sich“, worauf der blinde Gärtner „Das vielleicht nicht“ antwortet, und mit einem Stock den Weg zurück in den Garten ertastet.

## Hintergrund
Das Bild der Prinzessin wurde von Carsten Bunte (Studio Soi) und Sabrina Schmid produziert. Das Drehbuch schrieb Marcus Sauermann. Der Film wurde 2010 erstmals im Fernsehen ausgestrahlt.

## Auszeichnungen
Das Bild der Prinzessin gewann 2011 den Prix pour un spécial TV des Festival d’Animation Annecy.

## Synchronisation
Die Prinzessin wird von Asia Luna Mohmand gesprochen, der Gärtner von Elmar Gutmann. Die Figuren des Hofstaats sprechen  Drehbuchautor Marcus Sauermann sowie die Produzenten Carsten Bunte und Sabrina Schmid.